# ノーストナワンダ (ニューヨーク州)
ノーストナワンダ（英: North Tonawanda）は、アメリカ合衆国ニューヨーク州の北西部、ナイアガラ郡の都市である。2010年国勢調査での人口は31,568 人だった。バッファロー・ナイアガラフォールズ大都市圏に属している。市の南側境界になっているトナワンダ・クリークからその名前が採られている。トナワンダとはセネカ族インディアンの言葉で「速く走る水」を意味している。
トナワンダ・クリークはナイアガラ川の支流であり、エリー運河が建設されて水流が制御されるようになる前までは大きな急流があった。ノーストナワンダ市は、過去の主要産業が製材業であり、エリー運河最盛期には五大湖最大の港だったので、「木こりの都市」を自称してもいた。ガンドリー通り沿いには木材貴族が建てた邸宅が並んでおり、ガンドリー通り208にある「ケント・プレース」はスタンフォード・ホワイトの設計である。2009年にクラスAAニューヨーク州フットボールでチャンピオンになったランバージャックスが本拠地にしている。市境の街路標識には「カルーセル（回転木馬）の故郷」と記して訪問者を歓迎している。

## 歴史
1809年に最初の開拓者が到着した後、ノーストナワンダは1836年5月からナイアガラ郡ホィートフィールドの町の一部となった。1854年1月から1857年4月まで、ナイアガラ郡に入るホィートフィールド町の部分と、エリー郡トナワンダ町に入る部分というふうに、2つの郡と2つの町に入る部分がある村を作る試みは失敗した。この経験によりニューヨーク州がノーストナワンダの部分をビレッジから外した。伝承に拠れば、商人の間の論争が原因だったが、2つの異なる郡と2つの異なる町にある地域社会の組み合わせが扱いにくいものだった。1865年5月8日に村になった後（ホィートフィールド町の中にあったが、マーティンズビルの一部としてだった）、1897年4月24日にノーストナワンダ市として法人化された。
ノーストナワンダはエリー運河/トナワンダ・クリークの北岸にあり、エリー郡、トナワンダ市やアムハースト町とは対岸にある。ノーストナワンダの北と東はホィートフィールド町と接している。ナイアガラ川が西の境界となり、トナワンダ・クリークが南の境界である。ナイアガラ郡では人口で第2位の都市である。
ノーストナワンダは「木材の都市」として知られている。19世紀の半ばから1970年代まで、木材を利用できたので、その輸送と発送の重要な中心地となっていた。アメリカでは回転木馬の主要メーカーだったハーシェル・スピルマン社/アラン・ハーシェル社の誕生地であり、現在はハーシェル回転木馬工場博物館がある。1888年、ハーシェルが祖国を出たベルギー人ユージーン・ド・クライストをノーストナワンダに招請し、ノーストナワンダ・バレル・オーガン工場でバンドオルガンの製造を始めた。クライストが1906年にノーストナワンダ市長になった後、工場を1909年にルドルフ・ワーリッツァー社が買収し、ワーリッツァーは世界最大級の楽器メーカーとなった。ノーストナワンダを発祥地とする150社以上の製材会社の1つ、レイ・H・ベネット木材社がプレファブ家屋を製造して、70年間アメリカとカナダで販売した。リチャードソン・ボート、バッファロー・ボルト、デュレズ・ケミカル、ナショナル・グラインディング・ホィール、テイラー・デバイシーズ、インターナショナル・ペーパー、トナワンダ・アイアン・アンド・スティール、リバーサイド・ケミカル、など数多い成功したメーカーがノーストナワンダを故郷としている。
ナイアガラ・フロンティアの鉄道博物館がオリバー通りにある1923年建設エリー鉄道駅を使っている。ウェブスター通りのリビエラ劇場と芸能センターは、イタリア・ルネッサンス様式の建物を改修したものであり、演劇、コンサート、映画などの催しを行い、1926年製作「マイティ・ワーリッツァー」・オルガンを使って毎月オルガン・コンサートを行っている。この劇場は、サイレント映画に使われたニトレイト・フィルムを映写することができる映写機があることでは、国内でも数少ない映画館の1つである。ゴーストライト劇場は100年前の教会を使ったコミュニティ劇場である。元のカーネギー図書館はカーネギー芸術センターとなっている。E・B・グリーンが設計した建物は、バッファロー・スズキ弦楽アートセンターとなっている。中心街では芸術コミュニティも活発に活動している。ノーストナワンダ歴史博物館は中心街歴史地区の中心であるウェブスター通りの元のG・C・マーフィ会社店舗ビルを使っている。
ノーストナワンダの公園は、アメリカ合衆国シービー船に捧げた記念碑、海兵隊に捧げた記念碑およびベトナム戦争の退役兵に捧げたもののあるベテランズ公園、エリー運河に沿ってあり、毎年7月の運河祭、無料コンサートその他の活動があるゲイトウェイ・ハーバー公園、ナイアガラ川に沿った広さ53エーカー (210,000 m2) のグラットウィック・リバーサイド公園、パインウッズ公園、メイアーズ公園、ボート乗り場のあるノーストナワンダ植物園がある。
2007年、ノーストナワンダ歴史博物館が解説本『ノーストナワンダ: 木材の都市』を制作し、販売している。
アイスホッケーのバッファロー・ノースメンはノーストナワンダでホームゲームを行っていた。
ノーストナワンダは昔からサンダウンの町（白人偏重）である。

## 地理

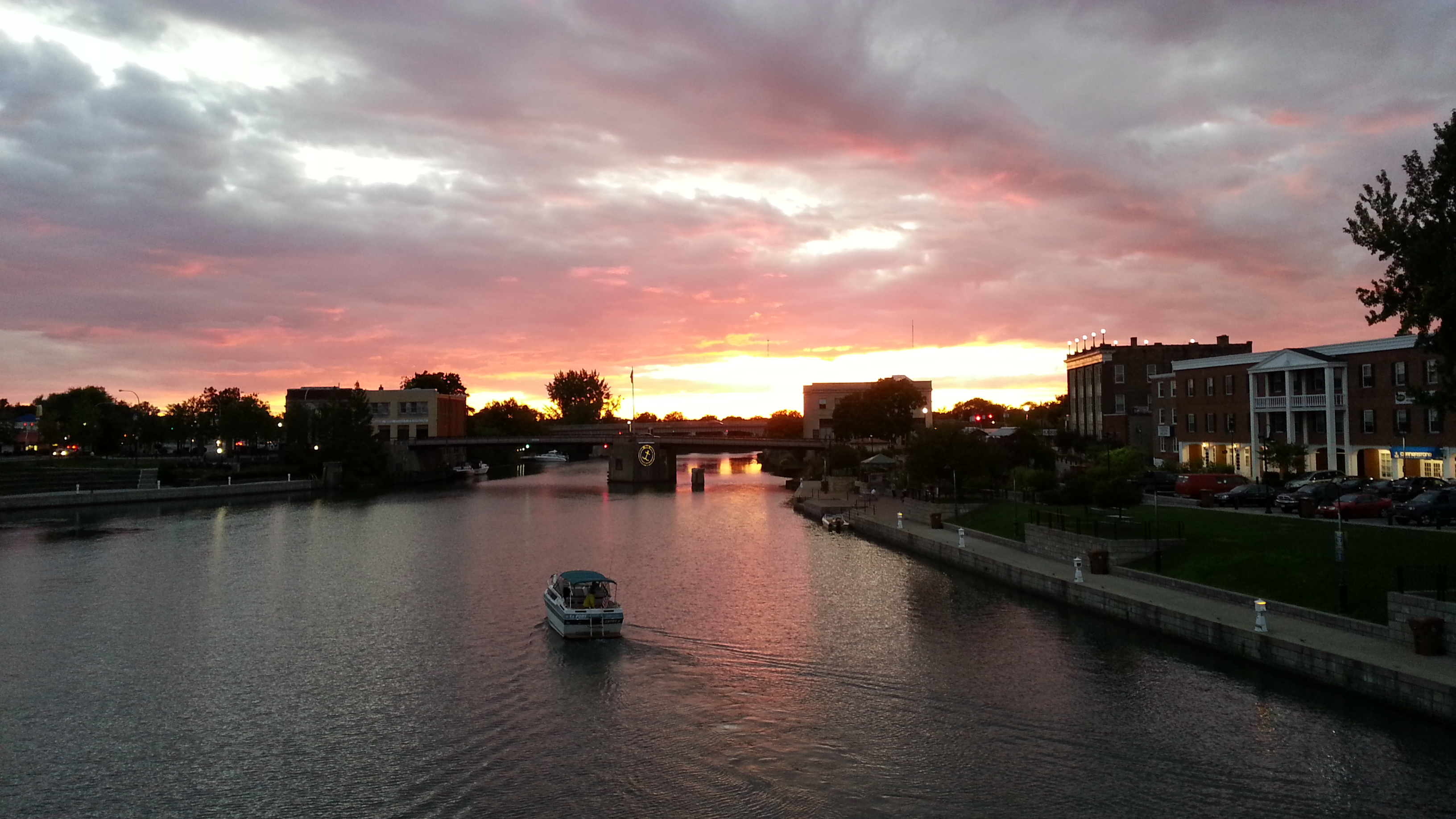
エリー運河のゲイトウェイ・ハーバー

ノーストナワンダ市は北緯43度2分28秒 西経78度52分8秒 / 北緯43.04111度 西経78.86889度 (43.041006, -78.868920)に位置している。
エリー運河が市の南側境界と東側境界の大半を定義しており、東側の残りはスウィーニー通りとオールドフォールズ大通りである。ナイアガラフォールズ大通り（アメリカ国道62号線）が北東の境界になっている。北側境界の大半はフォーブス・テラスの直ぐ上を東西に走る線であり、大半はルール道路に並行している。北側境界の残りはウォード道路からウィットマー道路に走る短い北西寄りの線である。西側境界はナイアガラ川であり、ウィットマー道路に並行する直ぐ西の線である。市の南西隅にはトナワンダ島があり、本土とはリトル川（ナイアガラ川の東支流の一部）で隔てられているが、市に属している。
ホィートフィールド町とペンドルトン町の南部はノーストナワンダと同じ郵便番号の14120を使っているので、境目が分かりづらいことがある。

## 建物
ノーストナワンダには多くの歴史的邸宅や墓地がある。
1908年に設立されたノーストナワンダ市マーケットはナイアガラ郡最古のファーマーズマーケットである。年間を通じて週3回開催されるが、夏や初秋は繁華であり、70地域以上の農夫が販売している。
市内には多くのアメリカ合衆国国家歴史登録財に指定される資産がある。その中にはカーネギー図書館、ディック・ブロック、ハーシェル回転木馬工場博物館、ハーシェル・スピルマン・モーター・カンパニー・コンプレックス、リビエラ劇場、ノーストナワンダ郵便局などがある。
ワーリッツァー・オルガン工場は現在様々な軽工業、ハイテク工業、商業企業に貸し出されている。

## 人口動態
以下は2000年の国勢調査による人口統計データである。
| 基礎データ - 人口: 33,262 人 - 世帯数: 13,671 世帯 - 家族数: 8,981 家族 - 人口密度: 1,271.5人/km2（3,293.2 人/mi2） - 住居数: 14,425 軒 - 住居密度: 551.4軒/km2（1,428.2 軒/mi2） 人種別人口構成 - 白人: 97.86% - アフリカン・アメリカン: 0.29% - ネイティブ・アメリカン: 0.34% - アジア人: 0.53% - 太平洋諸島系: 0.01% - その他の人種: 0.29% - 混血: 0.68% - ヒスパニック・ラテン系: 1.09% 先祖別にみると、ポーランド系、ドイツ系、イタリア系、オーストリア・ハンガリー系の人口が多い。 | 年齢別人口構成 - 18歳未満: 23.7% - 18-24歳: 8.6% - 25-44歳: 28.9% - 45-64歳: 23.1% - 65歳以上: 15.6% - 年齢の中央値: 38歳 - 性比（女性100人あたり男性の人口） - 総人口: 94.6 - 18歳以上: 90.6 世帯と家族（対世帯数） - 18歳未満の子供がいる: 30.2% - 結婚・同居している夫婦: 50.8% - 未婚・離婚・死別女性が世帯主: 11.1% - 非家族世帯: 34.3% - 単身世帯: 29.5% - 65歳以上の老人1人暮らし: 12.8% - 平均構成人数 - 世帯: 2.43人 - 家族: 3.03人 | 収入と家計 - 収入の中央値 - 世帯: 39,154米ドル - 家族: 50,219米ドル - 性別 - 男性: 36,551米ドル - 女性: 25,129米ドル - 人口1人あたり収入: 19,264米ドル - 貧困線以下 - 対人口: 7.2% - 対家族数: 5.4% - 18歳未満: 9.1% - 65歳以上: 6.1% |

## 教育
ノーストナワンダの公立学校としては、ノーストナワンダ高校、ノーストナワンダ中学校、ドレイク小学校、メドウ小学校、スプルース小学校、オハイオ小学校がある。

## 基本的なサービス
- ノーストナワンダ市教育学区
- ノーストナワンダ警察署
- ノーストナワンダ公共図書館
- ドグラフ記念病院、カレイダ・ヘルスに属する
- ノーストナワンダ消防署、39人の常勤消防士とボランティア消防士

## 著名な出身者
- ロバート・マンゴールド、美術家
- ジェイミン・オリヴェンシア、プロレスラー